# 任賢 (弘治舉人)
任贤（？—1512年），河南裕州人。明朝政治人物。

## 生平
弘治八年（1495年）乙卯科河南鄉試第三十八名舉人，官至监察御史。正德六年（1511年），因母喪，丁憂里居。正德七年（1512年），刘六、刘七起事军队进攻裕州，任贤受同知郁采之邀，召集鄉人三千，登城據守。城陷被杀。朝廷赐祭葬。